# Willi Tatge
Willi Tatge (* 10. Dezember 1958 in Ludwigshafen am Rhein) ist ein deutscher Politiker (Bündnis 90/Die Grünen), der vornehmlich als Kommunalpolitiker in Rheinland-Pfalz in Erscheinung getreten ist.

## Leben und Wirken
Willi Tatge wuchs in Limburgerhof auf. Nach der Schule studierte er Betriebswirtschaft an der Fachhochschule. Er engagierte sich in der Umweltpolitik und wurde im Bund für Umwelt und Naturschutz (BUND) und in der Bürgerinitiative Umwelt Rhein-Neckar (BURN) aktiv. Als Delegierter nahm er 1980 am Gründungsparteitag der Bundespartei Die Grünen in Karlsruhe teil.
Der Diplom-Betriebswirt Tatge rückte 1985 aufgrund des damals von den Grünen praktizierten Rotationsprinzips über die Landesliste Rheinland-Pfalz für Roland Vogt in den Deutschen Bundestag ein. Mit 27 Jahren war er der jüngste Abgeordnete. Nach der Bundestagswahl 1987 schied er wieder aus dem Parlament aus und nahm ein Studium der Wirtschaftspädagogik in Mannheim und Kassel auf.
Von 1991 bis 1994 war er erster Kreisdeputierter des Landkreises Ludwigshafen und damit Stellvertreter von Landrat Ernst Bartholomé (CDU). 1995 wurde Tatge zum Dezernenten der Stadt Ludwigshafen gewählt, mit den Zuständigkeiten für Bau und Umwelt. Nach dem Auseinanderbrechen der rot-grünen Koalition in Ludwigshafen wurde er 1998 abgewählt. Bei der Oberbürgermeisterwahl 2001 war er Kandidat der Grünen und erhielt 1,57 Prozent der Stimmen.
Tatge verließ die Stadt und zog zurück nach Limburgerhof. Auch dort engagierte er sich für die Grünen. Er kandidierte für den Ortsgemeinderat und den Kreistag und wurde zum Vorstand des Ortsverbands gewählt. Beruflich war Tatge seit 2003 als Dozent an einer Berufsschule in Karlsruhe tätig. Nach der Landtagswahl in Rheinland-Pfalz 2011 wurde Tatge von seiner Partei zum Vizepräsidenten der Struktur- und Genehmigungsdirektion Süd vorgeschlagen. Er übte das Amt bis 2016 aus, als er wegen veränderter Mehrheitsverhältnisse in den einstweiligen Ruhestand versetzt wurde.
Mit der Kommunalwahl am 9. Juni 2024 schied Tatge aus dem Stadtrat von Limburgerhof aus, da er nicht zu den drei Kandidaten der Grünen gehörte, die in das neue Gremium gewählt wurden. In der neuen Wahlperiode gehört er dem „Ausschuss für Bauen, Energie und Umwelt“ der Gemeinde an, zudem ist er Mitglied im Kuratorium des Altenzentrums Limburgerhof.